# Leubsdorf (Saksen)
Leubsdorf is een gemeente in de Duitse deelstaat Saksen, en maakt deel uit van de Landkreis Mittelsachsen.
Leubsdorf telt 3.257 inwoners.
Altmittweida ·
Augustusburg ·
Bobritzsch-Hilbersdorf ·
Brand-Erbisdorf ·
Burgstädt ·
Claußnitz ·
Döbeln ·
Dorfchemnitz ·
Eppendorf ·
Erlau ·
Flöha ·
Frankenberg/Sa. ·
Frauenstein ·
Freiberg ·
Geringswalde ·
Großhartmannsdorf ·
Großschirma ·
Großweitzschen ·
Hainichen ·
Halsbrücke ·
Hartha ·
Hartmannsdorf ·
Jahnatal ·
Königsfeld ·
Königshain-Wiederau ·
Kriebstein ·
Leisnig ·
Leubsdorf ·
Lichtenau ·
Lichtenberg ·
Lunzenau ·
Mittweida ·
Mochau ·
Mühlau ·
Mulda/Sa. ·
Neuhausen/Erzgeb. ·
Niederstriegis ·
Niederwiesa ·
Oberschöna ·
Oederan ·
Penig ·
Rechenberg-Bienenmühle ·
Reinsberg ·
Rochlitz ·
Rossau ·
Roßwein ·
Sayda ·
Seelitz ·
Striegistal ·
Taura ·
Waldheim ·
Wechselburg ·
Weißenborn/Erzgeb. ·
Zettlitz ·
Ziegra-Knobelsdorf